# Sea Shepherd Conservation Society

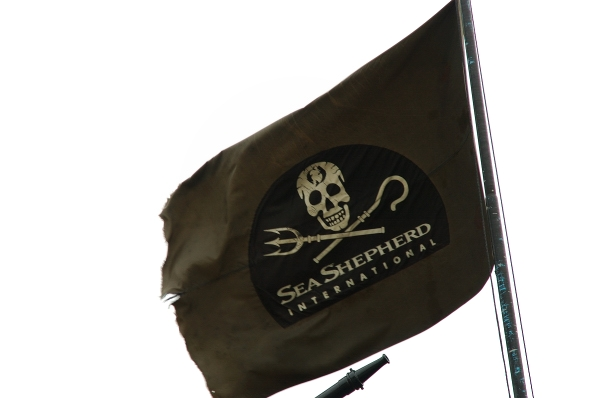
Jedna z variací vlajek Sea Shepherd

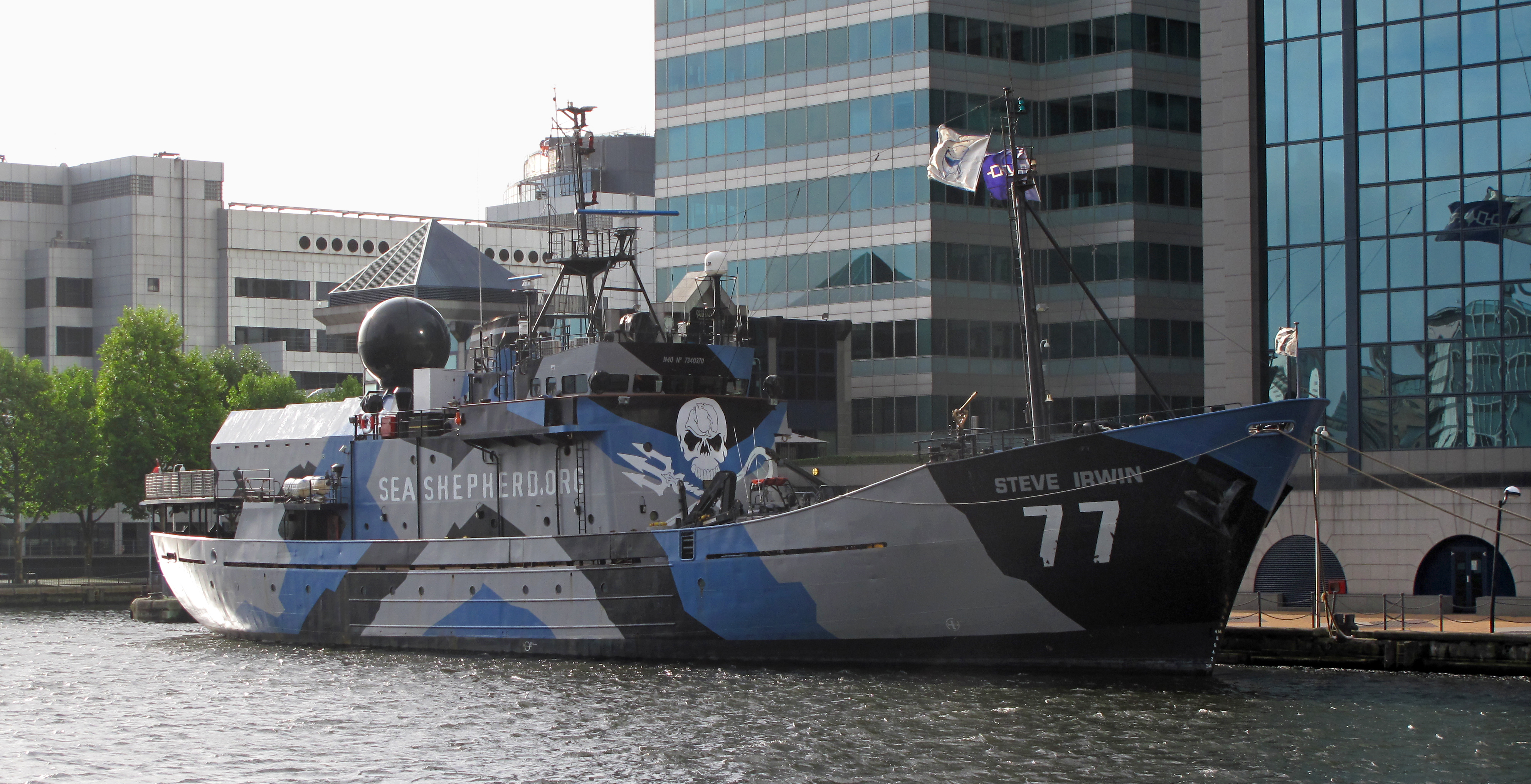
Loď MY Steve Irwin kotví v Západoindických docích v Londýně.

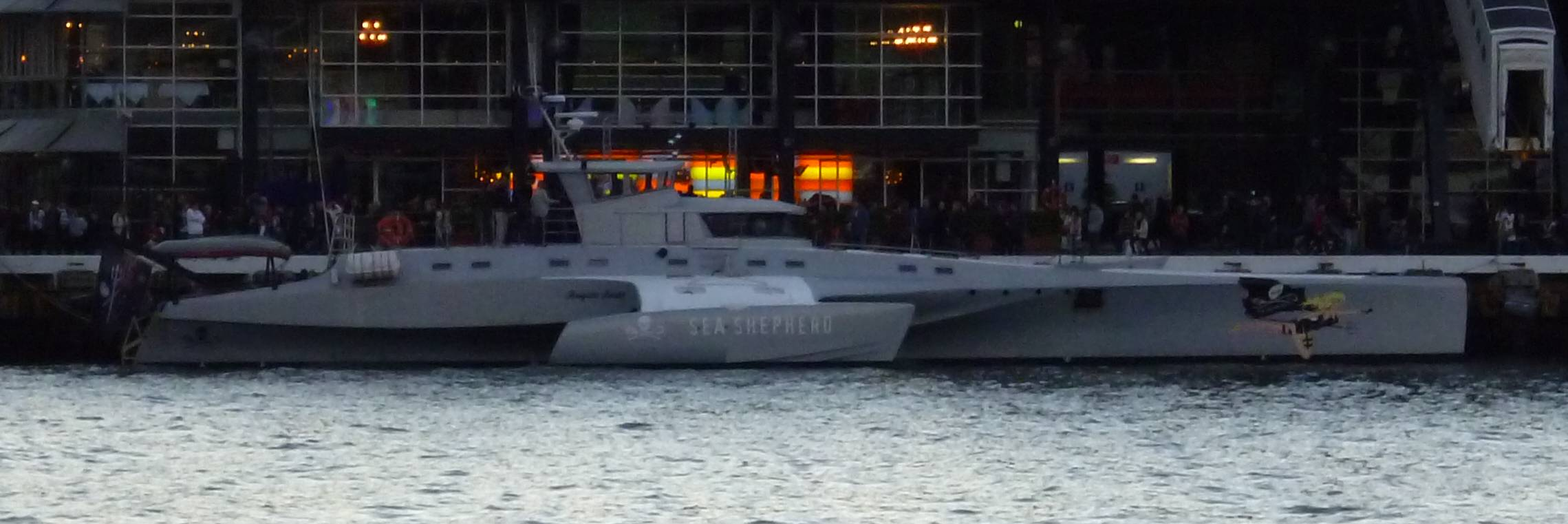
MV Brigitte Bardot kotvící v Sydney. Tato loď ustavila v roce 1998 dočasný světový rekord v obeplutí Země. SSCS ji získala v roce 2010 za 4 miliony dolarů

Sea Shepherd Conservation Society (SSCS, zkráceně Sea Shepherd; česky Mořský pastýř společnost pro ochranu přírody) je nevládní nezisková organizace, která se zabývá ochranou moří a oceánů. Hlavní sídlo má v Friday Harbor na ostrově San Juan v USA. Organizace má různé pobočky, zastoupení má i v Česku, kde se prezentuje například facebookovými stránkami.
Sea Shepherd používá metodu rázných přímých akcí, aby ochránila mořský život. V současnosti je prioritou SSCS obrana kytovců, tuleňů a žraloků. Organizace byla založena bývalým členem Greenpeace Paulem Watsonem roku 1977 jako Earth Force Society. Ten se s Greenpeace rozešel mimo jiné kvůli tomu, že považoval jejich akce za málo důrazné. Společnost SSCS neváhá zakročit proti plavidlům jakýchkoliv států, která loví ohrožené mořské druhy (např. Japonsko, Kanada, Island, Namibie, Norsko, Rusko, Španělsko, Faerské ostrovy). Hodně se zaměřuje na spolupráci s médii a na působení na veřejnost, aby šířila povědomí o svých akcích. Např. roku 2008 začala stanice Animal Planet vysílat týdenní seriál nazvaný Boj za záchranu velryb, který pojednával o střetech SSCS s japonskou velrybářskou flotilou v Jižním oceánu a jenž získal společnosti značnou publicitu.
Sea Shepherd v současnosti operuje se čtyřmi plavidly - MY Steve Irwin, MY Bob Barker, MY Sam Simon a MV Brigitte Bardot. Akce mají různou podobu: potápění či poškozování velrybářských lodí v přístavech (např. pomocí magnetických min), narušování lovů na tuleně, směrování laserových světel do očí velrybářů, házení láhví naplněných páchnoucí kyselinou máselnou do plavidel na moři, pronikání na plující velrybářské lodě, najíždění do plavidel, poškozování nebo zabírání rybářských sítí aj. SSCS tvrdí, že takto agresivní akce jsou nutné, jelikož mezinárodní společenství nejsou schopna či ochotna zastavit plundrování oceánů a v nich žijících ohrožených druhů. Sami sebe pak označují jako proti-pytláckou agenturu.
Sea Shepherd získala pro své akce podporu mnoha celebrit z oblasti šoubyznysu (např. Martin Sheen, Daryl Hannah, Edward Norton, Pierce Brosnan, Christian Bale) a některých bohatých podnikatelů (např. John Paul DeJoria, Steve Wynn). Ti jim také poskytují finance na provoz. Na druhou stranou jsou jejich zásahy odsuzovány mimo jiné i státy a společnostmi, které se jinak stavějí proti velrybářství a za ochranu přírody, např. hnutím Greenpeace, Austrálií a Novým Zélandem. Mnozí jiní, mezi nimi i japonská vláda, je označují za ekoteroristy.